# Kikkar
Kikkar ist die hebräische Bezeichnung der altbabylonischen Masseeinheit Talent. Es wird erstmals in der Bibel (2. Buch der Könige 18,14) erwähnt. 1 Kikkar entspricht 60 Manäh respektive 3000 Schäkäl.